# Ainsley Harriott

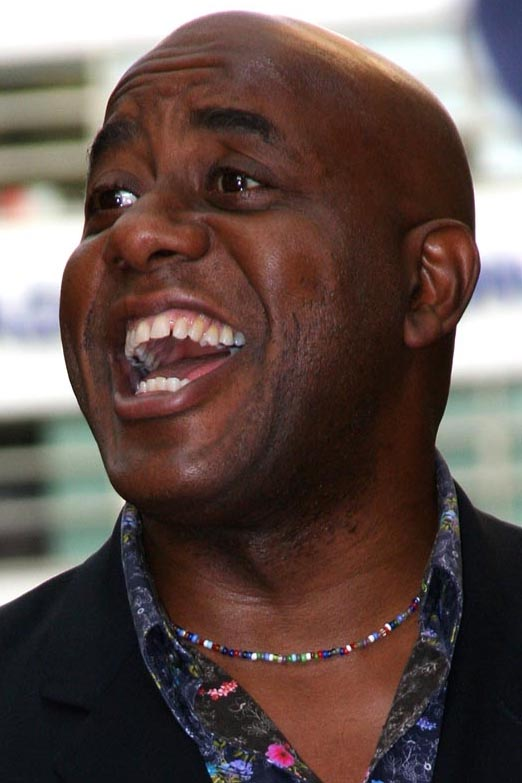
Ainsley Harriott, 2007

Ainsley Harriott (* 28. Februar 1957 in Balham, London, England) ist ein englischer Koch und Moderator von Kochsendungen. Bekannt wurde er vor allem als Moderator der englischen Version des Kochduells Ready, Steady, Cook.

## Karriere
Harriott ist jamaikanischer Herkunft und Sohn des Pianisten und Schauspielers Chester Harriott.
Mit sechzehn erhielt er eine Ausbildung in einem Restaurant aus dem East End, in dem er später als Hilfskoch arbeitete. Talentiert war er nicht nur im Kochen, sondern auch in den Bereichen Comedy und Gesang. Harriott gründete mit Paul Boross die Calypso Twins und veröffentlichte in den 90er Jahren auch eine Platte mit dem Namen World Party. Auch traten sie häufig in Comedy-Clubs wie The Comedy Store, London  und Jongleurs auf. Bekannt wurden sie durch verschiedene Fernseh- und Radioauftritte.
Ainsley stieg zum Chefkoch im Long Room der Lord’s Cricket Grounds auf, als er eine Moderationsanfrage für die Radiosendung More Nosh, Less Dosh bekam.
Seine Fernsehkarriere begann er als Koch bei Good Morning with Anne and Nick, später war er Moderator der Koch-Game-Shows Can’t Cook, Won’t Cook und Ready, Steady, Cook. Erfolg hatte er auch mit seinen Kochsendungen Ainsley’s Barbecue Bible, Ainsley’s Meals in Minutes, Ainsley’s Big Cook Out und Ainsley’s Gourmet Express.
Im Jahr 2000 debütierte Harriott im US-Fernsehen mit The Ainsley Harriott Show auf WNBC in New York City. Sie dauerte 100 Folgen, bevor sie wegen unzureichender Einschaltquoten abgesetzt wurde. Danach moderierte er Ready … Set … Cook!, die amerikanische Version von Ready, Steady, Cook.
Harriott hatte zudem eine Gastrolle in der britischen Science-Fiction-Serie Red Dwarf und wirkt in verschiedenen Werbespots mit.
Harriott war außerdem von 2004 bis 2005 der Präsident des Television and Radio Industries Clubs (TRIC) und moderierte in dieser Zeit deren Preisverleihung. Die TRIC ehrt Erfolge in Rundfunk und Fernsehen.
Am 25. Dezember 2023 gewann Harriott als Partridge (in a Pear Tree) eine Weihnachts-Spezialfolge der britischen Version von The Masked Singer.

## Trivia
Sein Ausspruch „Hehe Boy“ verbreitete sich als Internet-Meme.